# 36774 Kuittinen
36774 Kuittinen este un asteroid din centura principală de asteroizi.

## Descriere
36774 Kuittinen este un asteroid din centura principală de asteroizi. A fost descoperit pe 5 septembrie 2000 la Stația Anderson Mesa în cadrul programului LONEOS. Asteroidul prezintă o orbită caracterizată de o semiaxă mare de 2,59 ua, o excentricitate de 0,15 și o înclinație de 13,6° în raport cu ecliptica.